# Залужное (Воронежская область)
Залужное — село в Лискинском районе Воронежской области. Административный центр Залуженского сельского поселения.
Сейчас в селе более 700 дворов, средняя школа, дом культуры, медпункт, аптека, магазины, сбербанк, рынок и ФАП. 

## История
Из села Лужки под Серпуховым в Подонье переселялись бывшие монастырские крестьяне, названные позднее экономическими. Это переселение проходило в период с 1765 г. и примерно до 1770 г. Но, надо думать, что первые дома на месте Залужного поставили еще в 1750-е годы жители соседнего села Лиски, отделенного от Залужного речкой Лиской. И название произошло по местоположению Залужного (относительно села Лиски оно находится «за лугом»). Потом, в 1760-е годы, крестьяне, прибывшие из Московской губернии, увеличили селение. По случайному созвучию название Залужное и Лужки было придумано неверное объяснение наименования.
В 1782 г. Залужное было еще деревней имело около 20 дворов. В 1809 г. здесь открыта церковь, и Залужное стало селом. В 1815 году, по данным Ревизских сказок, было уже 168 дворов. Первая школа начала работать в 1880-е годы. В ней училось не более 10 учеников. Фамилии жителей на 1835 год: Антиповы, Силины, Барановы. Блиновы, Полуэктовы, Титовы, Меланьины, Медведевы, Потаповы, Агуловы, Дубровины.

## География
Расположено к югу от города Лиски через реку Дон. С западной и восточной стороны ограничено меловыми оврагами с типичной степной растительностью. Широко развито сельское хозяйство, главным производителем является ООО "ЭкоНиваАгро". В данный момент, как и множество населенных пунктов Средней полосы России страдает от стремительно-растущих зарослей клёна американского, в особенности на окраине.
Залуженская средняя школа
Церковь Троицы Живоначальной
| - пер. Гагарина 1-й - пер. Гагарина 2-й - пер. Гагарина 3-й - пер. Коломыцева - пер. Ленина - пер. Мира - пер. Октябрьской 1-й - пер. Октябрьской 2-й - пер. Октябрьской 3-й - пер. Октябрьской 4-й - пер. Полевой 1-й - пер. Полевой 2-й - пер. Советской 1-й - пер. Советской 2-й - пер. Советской 3-й - пер. Советской 4-й - пер. Советской 5-й - пер. Тургенева 1-й - пер. Тургенева 2-й | - ул. 30 лет Победы - ул. Гагарина - ул. Дружбы - ул. Коломыцева - ул. Молодёжная - ул. Никитина - ул. Октябрьская - ул. Полевая - ул. Садовая - ул. Советская - ул. Солнечная - ул. Толстого - ул. Трудовая - ул. Тургенева - ул. Центральная - ул. Школьная |